# Marcel Rieder
Pour les articles homonymes, voir Rieder.
Médard Jacques Marcel Rieder né le 19 mars 1862 à Thann et mort le 30 mars 1942 à Villiers-sous-Grez est un peintre français.
Il a été professeur de dessin à l'École alsacienne.

## Biographie
(décembre 2020).

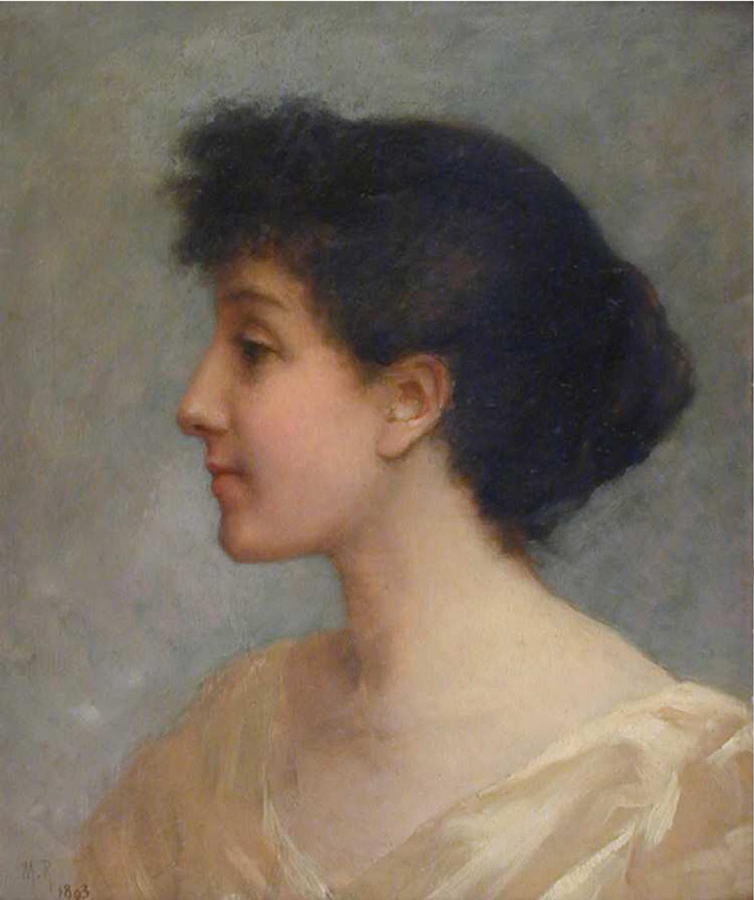
Portrait de Marion Poiriault (1893), épouse de l'artiste. Localisation inconnue.

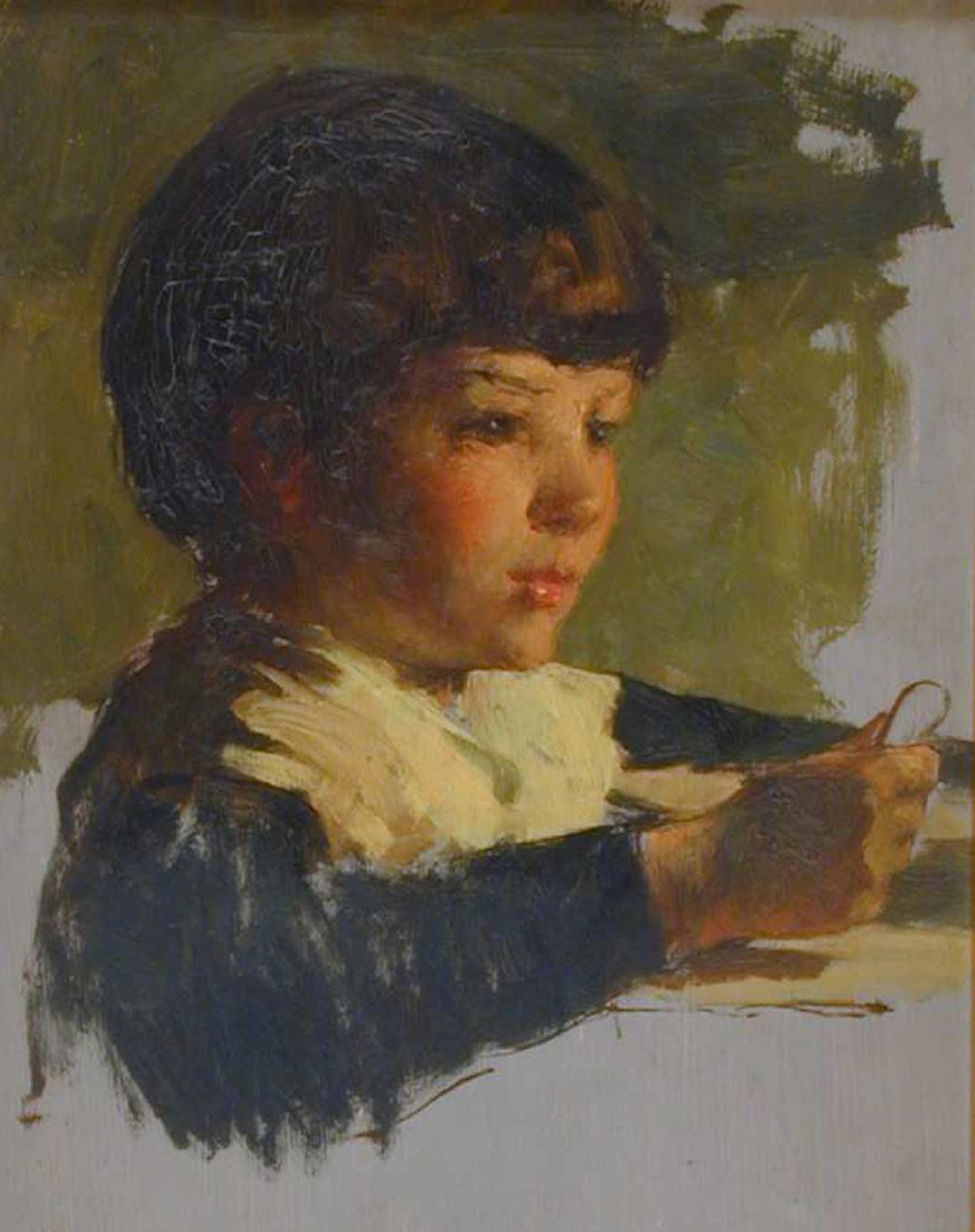
Portrait de Jean Rieder (1912), fils de l'artiste, étude pour le tableau L'Infusion. Localisation inconnue.

Marcel Rieder est né le 19 mars 1862 à Thann dans une famille protestante d'origine alsacienne.  En 1877, il obtient le premier prix de l'École d'art de Mulhouse. Il poursuit son éducation artistique aux Beaux-Arts de Paris où il est admis en mars 1882 dans l'atelier d'Alexandre Cabanel. Il enseigne parallèlement pour sa subsistance à l'École alsacienne de Paris.
Il devient membre de la Société des artistes français en 1894 et expose au Salon des artistes français de 1883 et 1939. Il y est médaillé en 1898 et 1899 et obtient une médaille de bronze en 1900, puis expose hors-concours.
Entre 1898 et 1905, Marcel Rieder va peindre à La Frette plusieurs tableaux, comme Intérieur à La Frette (localisation inconnue). De 1900 à 1925, il passe plusieurs semaines en été avec des amis à Dinard en Bretagne.
Il voyage en Hollande en 1897, puis en Italie en 1904.
Il se rend aussi en Alsace et sur la Riviera pour des visites familiales.
Il débute comme portraitiste et peint des tableaux d'histoire comme Dante pleurant Béatrice (Salon de 1894, Musée des Beaux-Arts de Mulhouse).
Vers les années 1895, il se tourne vers les scènes de genre avec des figures, souvent féminines, proches d’une source de lumière, sujets qui lui apporte la notoriété.
Vers 1900, il peint des scènes intimistes de réunions familiales.
Il épouse Marie Poiriault en 1903, le couple emménage rue du Pot-de-Fer à Paris. Leur fils Jean naît en 1906.
Il expose et vend ses œuvres en Europe, en Russie, en Amérique du Nord et du sud, en Asie. En 1909, il obtient une médaille d'or à l'Alaska–Yukon–Pacific Exposition (en) de Seattle. Un de ses tableaux acquis par un collectionneur américain fut offert au Cantor Arts Center de Stanford.
Dans les années 1919-1920, Rieder peint les abords du lac d'Annecy.
Il fréquente Albert Schweitzer dont il brosse le portrait (Gunsbach, musée Albert-Schweitzer).
En 1927, il se retire à Busseau, un hameau de la forêt de Fontainebleau. 
Marcel Rieder meurt le 30 mars 1942 à Villiers-sous-Grez, où il est inhumé.

## Œuvres dans les collections publiques
États-Unis
- Stanford, Cantor Arts Center.
- Boston, musée des Beaux-Arts.

France
- Angoulême, musée d'Angoulême.
- Cachan[Où ?].
- Gunsbach, musée Albert-Schweitzer : Portrait d'Albert Schweitzer.
- Mâcon, musée des Ursulines : Écritures, huile sur toile[4].
- Mulhouse, musée des Beaux-Arts.
- Nemours, Château-Musée : Vue de Busseau, huile sur toile ; Rêverie sur la terrasse, huile sur papier ; Bouquet de fleurs, huile sur papier ; Scène d'intérieur, huile sur papier ; Scène d'intérieur, huile sur isorel.
- Paris :
  - Petit Palais.
  - hôtel de ville.
- Strasbourg :
  - musée d'Art moderne et contemporain : Lecture du soir, huile sur toile[5].
  - Société des amis des arts et des musées.
- Thann, musée des Amis de Thann.

Hongrie
- Budapest, Galerie nationale hongroise.

## Expositions

### Salon des artistes français
Titres des tableaux exposés, par année, avec numéro du catalogue.
| Année | Titre de l'œuvre                 | N°   | Titre 2e œuvre          | N°   | Titre 3e œuvre                | N°      | Observations            |
| ----- | -------------------------------- | ---- | ----------------------- | ---- | ----------------------------- | ------- | ----------------------- |
| 1883  | Portrait                         | 3141 |                         |      |                               |         | Dessin                  |
| 1885  | Portrait de M. H.R.              | 3150 |                         |      |                               |         | Dessin                  |
| 1887  | Portrait de M. C.S.              | 2027 |                         |      |                               |         |                         |
| 1888  | Portrait de Madame A.R.          | 2144 |                         |      |                               |         |                         |
| 1889  | Une retouche                     | 2283 |                         |      |                               |         |                         |
| 1890  | Cendrillon                       | 2045 |                         |      |                               |         |                         |
| 1892  | Dernières feuilles               | 1436 |                         |      |                               |         |                         |
| 1893  | Préparatifs de Noël, Alsace      | 1510 |                         |      |                               |         |                         |
| 1894  | Dante pleurant Béatrice          | 1557 |                         |      |                               |         |                         |
| 1895  | Dante et les amies de Béatrice   | 1631 |                         |      |                               |         |                         |
| 1896  | Les Ondines                      | 1700 |                         |      |                               |         |                         |
| 1897  | Le Tombeau de Daphnis            | 1434 | Intimité                | 1435 |                               |         |                         |
| 1898  | Trio                             | 1725 | Noël                    | 1726 |                               |         | Médaille de 3e classe   |
| 1899  | Nocturne                         | 1673 | Intérieur               | 1674 |                               |         | Médaille de 2e classe   |
| 1900  | Intérieur à La Frette (S. et O.) | 1134 |                         |      |                               |         | Médaille de bronze      |
| 1901  | Une lecture                      | 1712 | La Veillée              | 1713 |                               |         |                         |
| 1902  | Soirée intime                    | 1382 | À la cave               | 1383 |                               |         |                         |
| 1903  | Brodeuses                        | 1498 | Lanternes vénitiennes   | 1499 |                               |         |                         |
| 1904  | Cendrillon                       | 1522 | Soir d'été              | 1523 |                               |         |                         |
| 1905  | Crépuscule                       | 1604 | Attente                 | 1605 |                               |         |                         |
| 1906  | Soir d’hiver                     | 1412 | Intérieur               | 1413 |                               |         |                         |
| 1907  | Jours heureux                    | 1339 | Envoi de Nice           | 1340 | Intérieur à Busseau (gouache) | no 1341 |                         |
| 1908  | Fin de journée                   | 1551 | Table mise              | 1552 |                               |         |                         |
| 1909  | La Réussite                      | 1509 | L'Heure de la soupe     | 1510 |                               |         |                         |
| 1910  | Les Éléphants                    | 1586 | Le Soir                 | 1587 |                               |         |                         |
| 1911  | Le Dessert                       | 1589 | Sous la tonnelle        | 1590 |                               |         |                         |
| 1912  | L'Infusion                       | 1582 | Le Chemin de fer        | 1583 |                               |         |                         |
| 1913  | Les Pêches                       | 1533 | Le Trousseau            | 1534 |                               |         |                         |
| 1914  | Les Confitures                   | ?    | Crépuscule d’hiver      | ?    |                               |         |                         |
| 1919  | Nuit sereine                     | 493  | Le Soir du retour       | 494  |                               |         | collection particulière |
| 1920  | Nuit d’été                       | 1424 | Au crépuscule           | 1425 |                               |         | collection particulière |
| 1921  | Le Soir à Barbizon               | 1682 | L'Heure des rossignols  | 1683 | Le Tiroir aux dentelles       | no 1684 |                         |
| 1922  | Table mise                       | 1499 | Le Soir à la ferme      | 1500 | Crépuscule, Busseau           | no 1501 |                         |
| 1923  | Fin du jour                      | 1430 | Vers la messe de minuit | 1431 | L'Heure du repas              | no 1432 |                         |
| 1924  | Pâtisseries                      | 1643 | Brodeuse                | 1644 | Attente                       | no 1645 |                         |
| 1925  | Billet doux                      | 912  |                         |      |                               |         |                         |
| 1926  | Aux beaux jours                  | 1666 | Confidences             | 1667 |                               |         |                         |
| 1927  | Quiétude                         | 1607 | Attente                 | 1608 |                               |         |                         |
| 1928  | L’éternelle chanson              | 1695 | La Layette              | 1696 |                               |         | collection particulière |
| 1929  | Table mise                       | 1945 | Entre chien et loup     | 1946 |                               |         |                         |
| 1930  | Soir d’été                       | 1793 | La Dictée               | 1794 |                               |         |                         |
| 1931  | Responsabilité                   | 1886 | Le Compotier            | 1887 |                               |         |                         |
| 1932  | Songeuse                         | 2056 | Studieuse               | 2057 |                               |         |                         |
| 1933  | Fin du jour                      | 2163 | Frileuse                | 2164 |                               |         |                         |
| 1935  | Table servie                     | 1942 | Convoitise              | 1943 |                               |         |                         |
| 1936  | Anniversaire                     | 2049 | Soleil d’automne        | 2050 |                               |         |                         |
| 1937  | Rayon de soleil                  | 1080 |                         |      |                               |         | collection particulière |
| 1938  | Crépuscule                       | 1319 |                         |      |                               |         |                         |
| 1939  | Veille de Noël                   | 2374 |                         |      |                               |         |                         |

### Autre expositions
- Société des arts de Mulhouse, de 1886 à 1923.
- Société des arts de Strasbourg, de 1891 à 1904.
- Société des arts de Nantes, 1899.
- Exposition universelle de 1900, Paris.
- Société des arts de Bordeaux, 1901.
- Société Lyonnaise des beaux-arts, de 1902 à 1928.
- Exposition universelle de 1904, Saint-Louis, États-Unis.
- Salon de peinture et sculpture de l'Automobile-Club, Paris, 1906.
- Alaska–Yukon–Pacific Exposition (en), Seattle, États-Unis, 1909.
- Exposition d'automne d'art moderne de Liverpool, 1907.
- Tokyo, Art contemporain, 1922.
- Le Lac d'Annecy par les Peintres de 1820 à 1960, du 14 septembre au 20 novembre 2003, CIC banque, Annecy.
- 26e Salon des antiquaires, du 1er au 4 octobre 2004, parc des Expositions, Colmar.
- Exposition Marcel Rieder, Thann, Musée de la Halles aux Blés, Juin à Septembre 2004.

Œuvres de Marcel Rieder
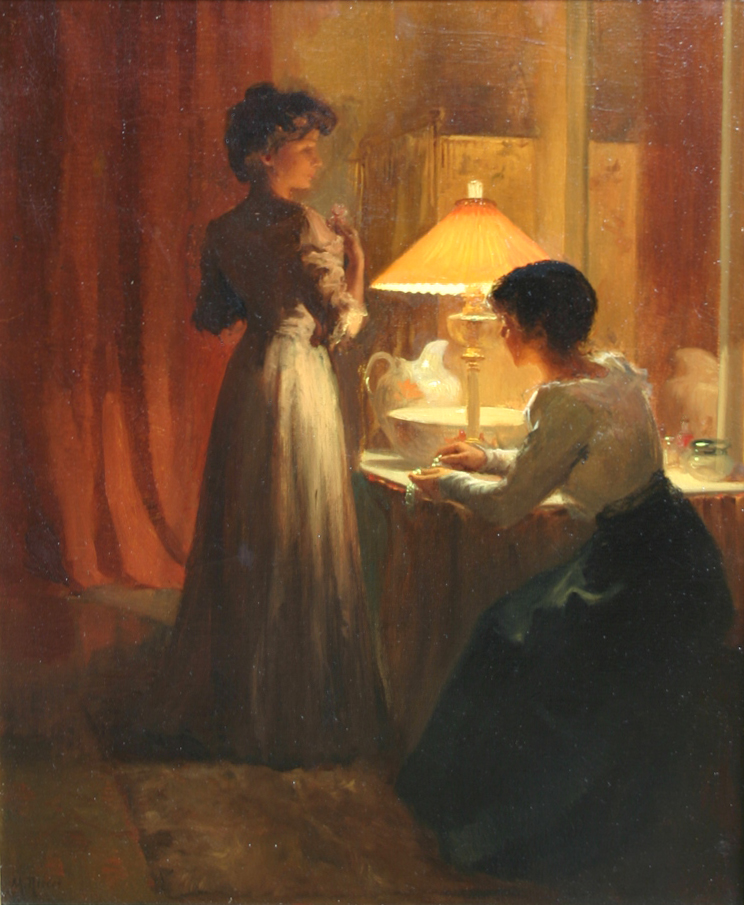
Choix de bijoux sous la lampe, localisation inconnue.
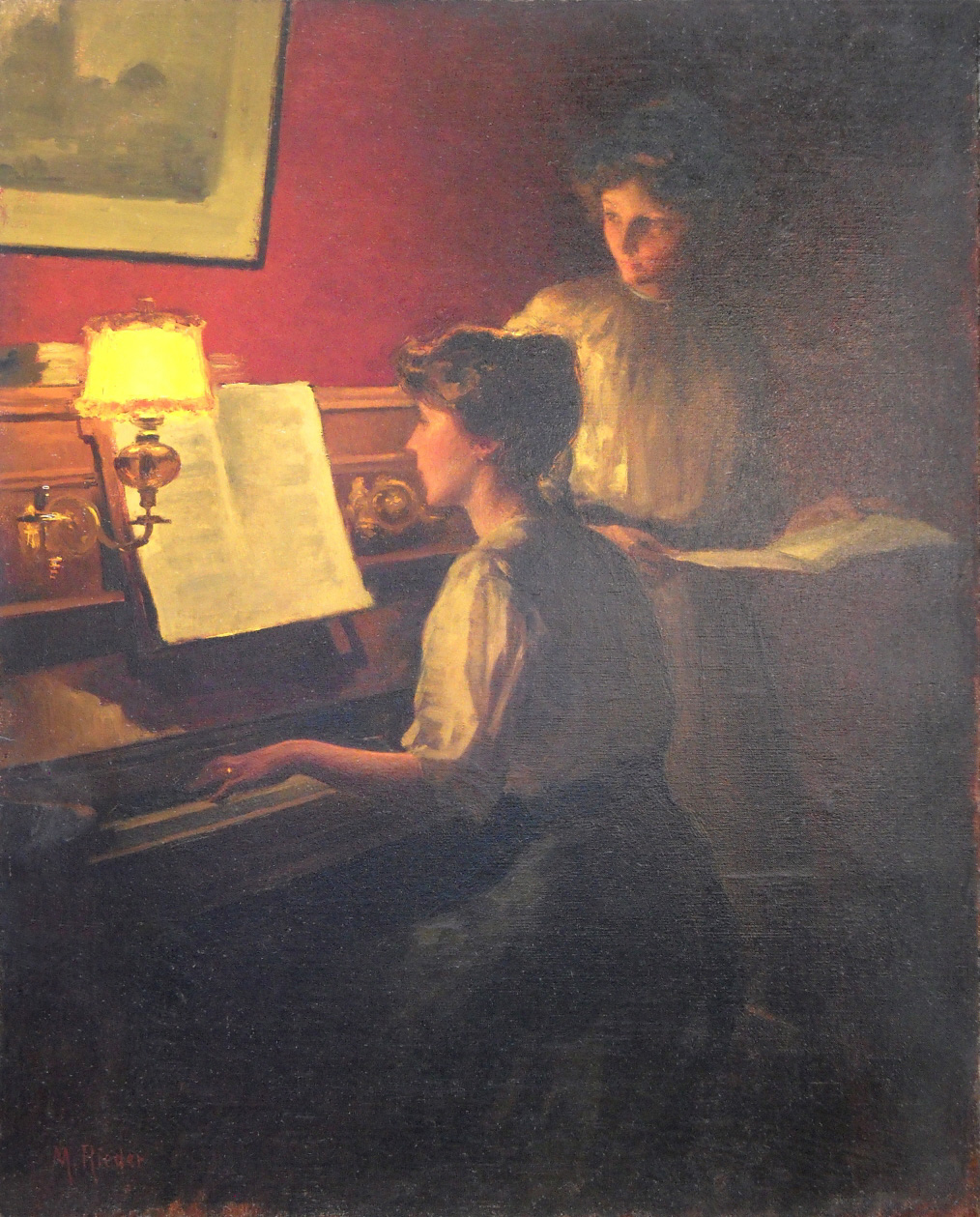
La Leçon de piano, localisation inconnue.
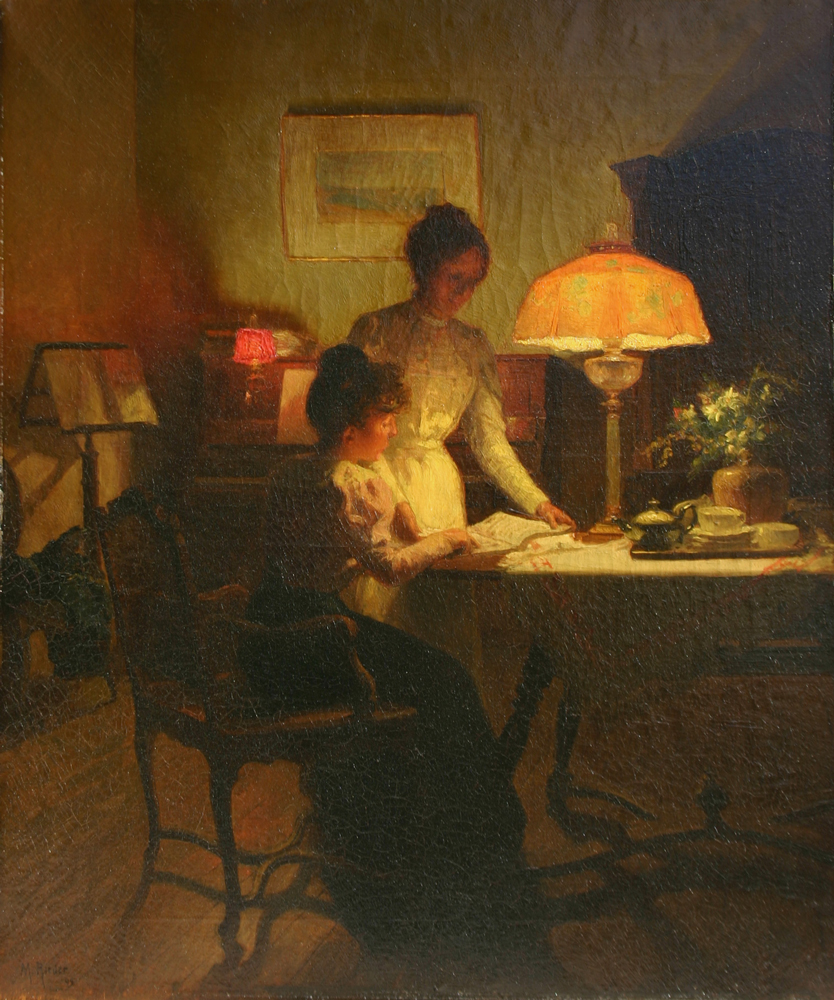
Étude d'une partition de piano entre deux jeunes femmes à la lueur d'une lampe à pétrole (vers 1899), localisation inconnue.
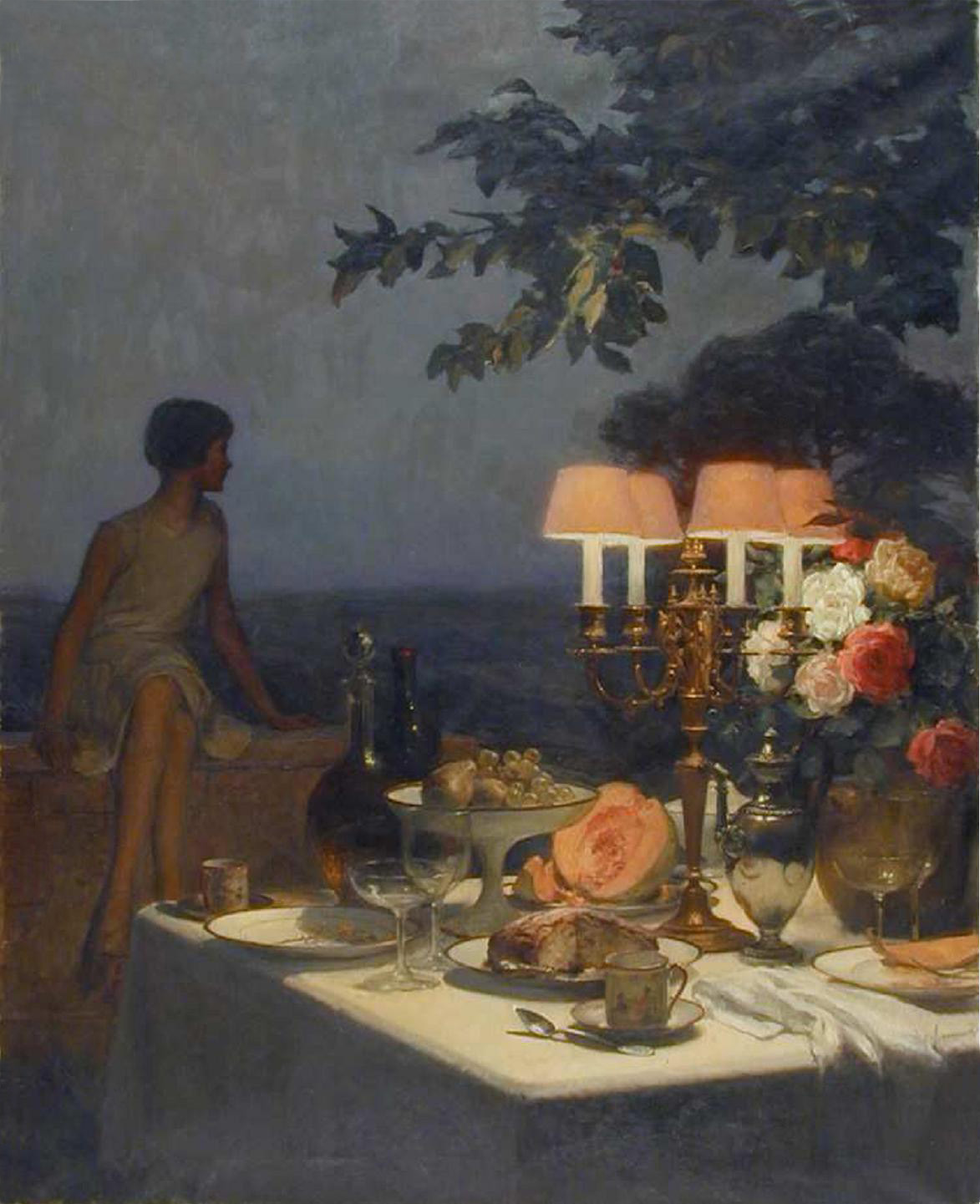
Détente et rêverie après le repas, localisation inconnue.
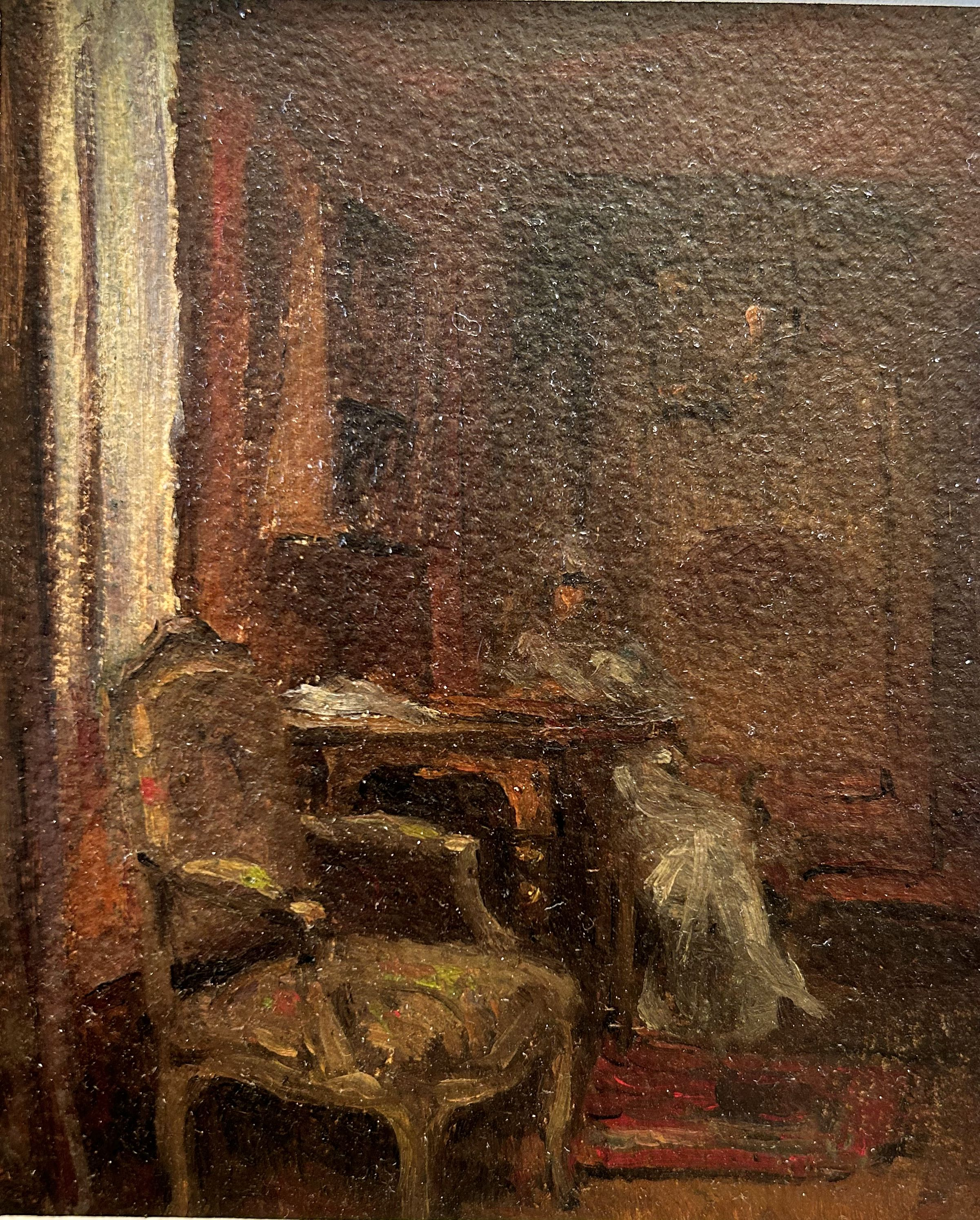
Scène d'intérieur, huile sur papier, 13,4 x 11 cm. Nemours, Château-Musée, 2024.316.1
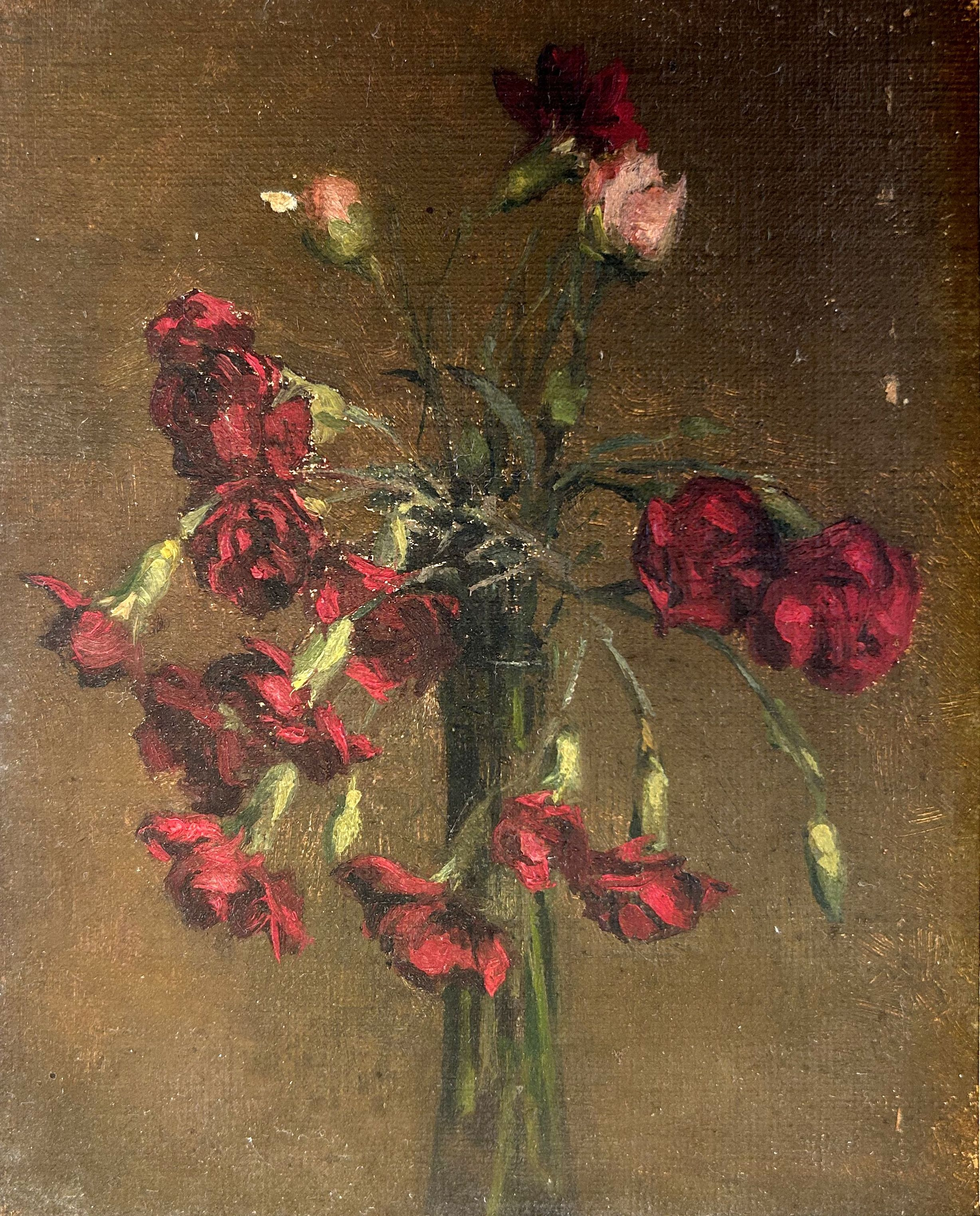
Bouquet de fleurs, huile sur papier, 15,6 x 12,5 cm. Nemours, Château-Musée, 2024.315.1
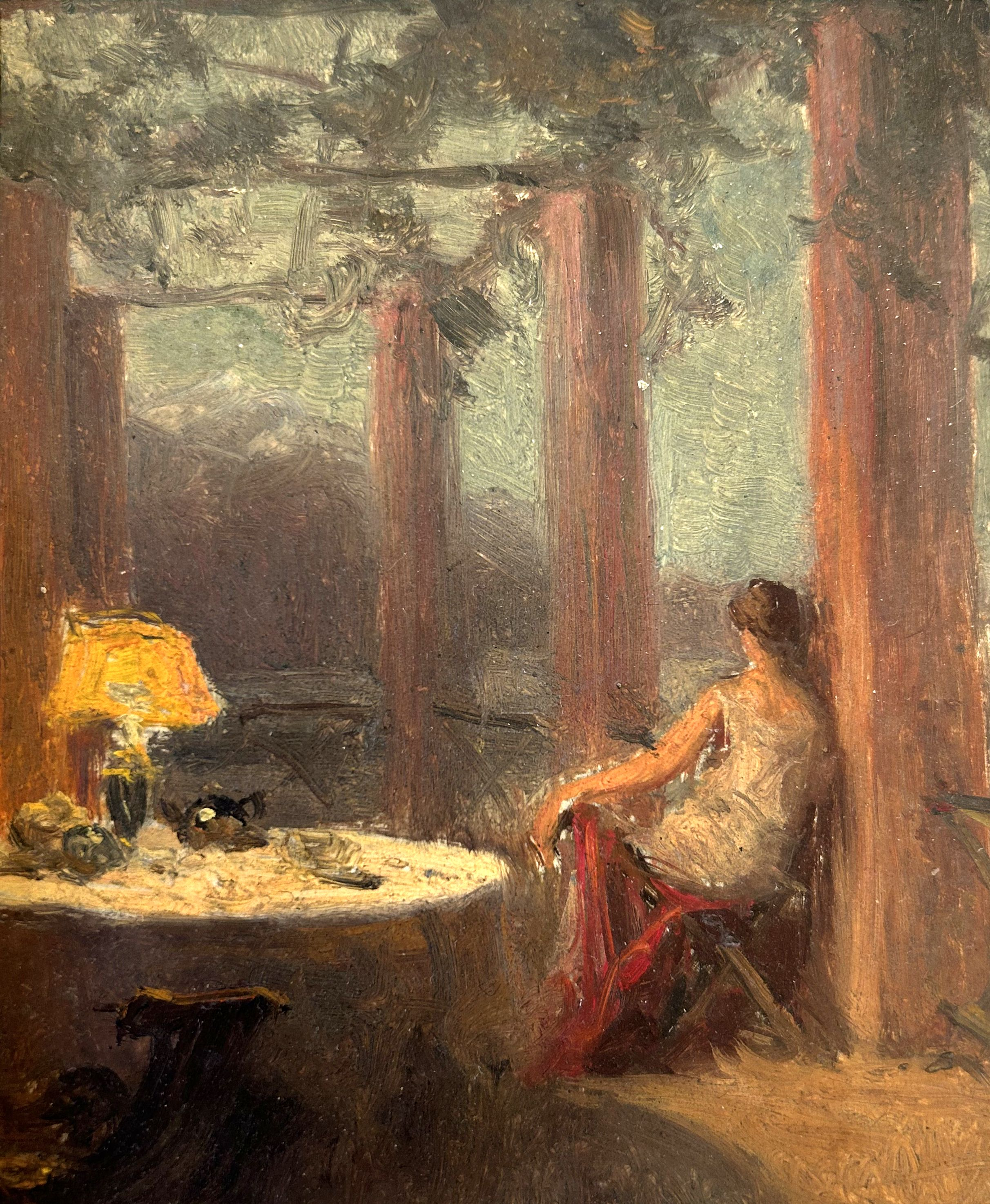
Rêverie sur la terrasse, huile sur papier, 11,9 x 10,2 cm. Nemours, Château-Musée, 2024.314.1
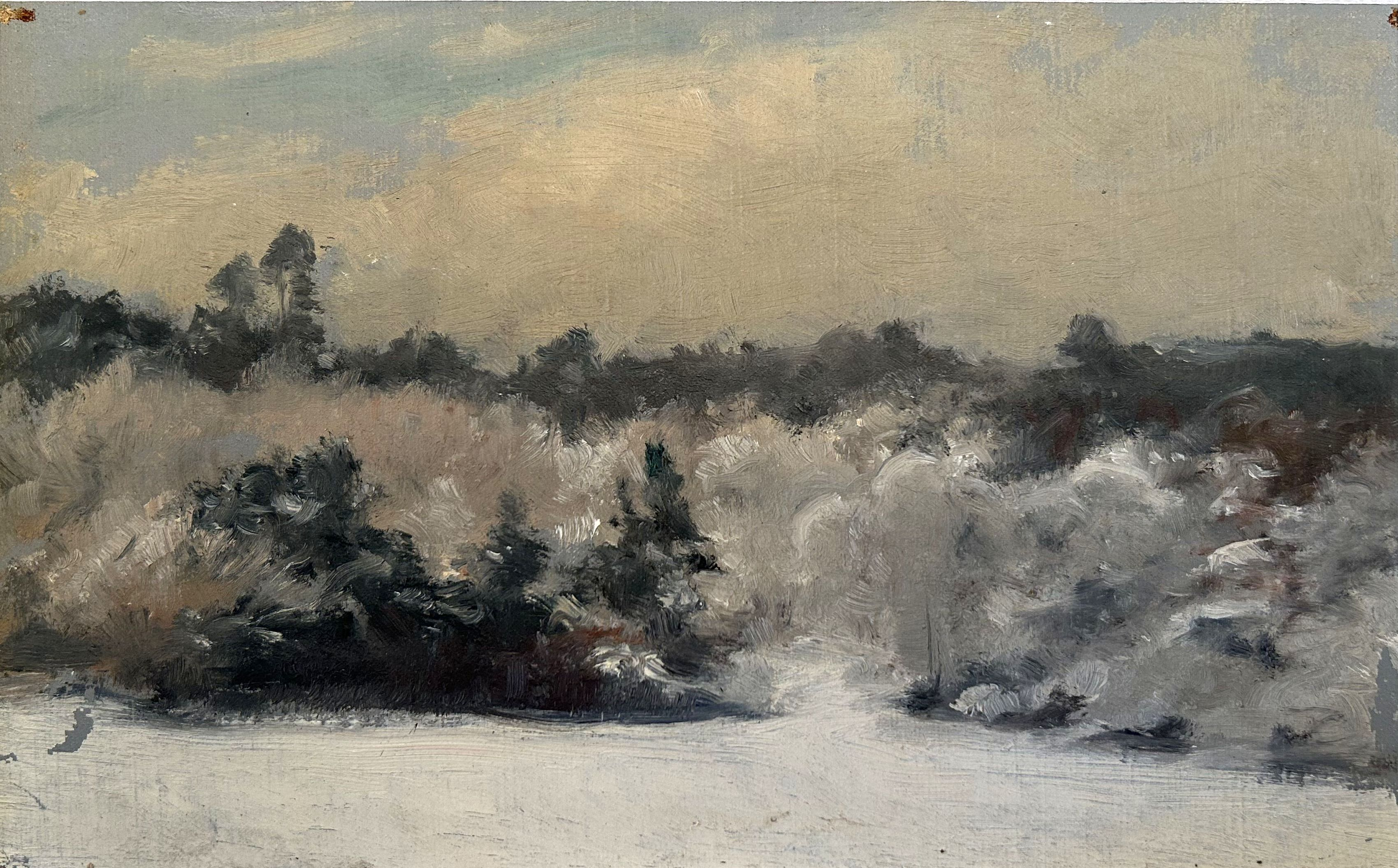
Vue de Busseau, huile sur toile, 12,8 x 20,4 cm. Nemours, Château-Musée, 2024.313.1

#### Dictionnaires
- Alice Bauer, Janine Carpentier, Répertoire des artistes d'Alsace des dix-neuvième et vingtième siècles, Strasbourg, Oberlin, 1987.
- Emmanuel Bénézit, Dictionnaire critique et documentaire des peintres, sculpteurs, dessinateurs et graveurs de tous les temps et de tous les pays, par un groupe d'écrivains spécialistes français et étranger, nouvelle édition, refondue sous la direction de J.Busse, Tome 11, Paris, Grund, 1999, p. 688.
- Bottin mondain, Paris, Didot, 1914.
- J.M.Bower, M.Boca, Liste des noms d'artistes de l'Union New York, 4 volumes, Getty Art History Information Programme, 1994.
- Fédération des sociétés d’histoire et d’archéologie d’Alsace, Nouveau dictionnaire de biographie alsacienne, Strasbourg, 1998.
- Hardouin, E.Fugier, E.Grafe, Dictionnaire des peintres de fleurs français du XIXe siècle, Londres, P. Wilson, 1989.
- F.Lotz, J.Fusch, L.Kieffer, R. Metz, Artistes peintres alsaciens de jadis et de naguère (1880-1982), Kaysersberg, Printek.
- G.Neudin, La photographie dans la carte postale, Paris, Les éditions de l’Amateur, 1992.
- G.Schurr, Le Guidargus de la peinture du XIXe siècle à nos jours, Les Éditions de l'amateur, 1983.
- U.Thieme, F.Becker, Encyclopédie générale des artistes visuels de l'antiquité à nos jours, Munich, livre de poche allemand, 1992.
- R.Wetzig, Dictionnaire et signatures des peintres, dessinateurs, lithographes et graveurs Alsaciens, Colmar, D.Bentzinger, 2015.
- René Mertz, Les peintres Alsaciens de 1870 à 1914.
- J.Johnson, A.Greutzner, Dictionnaire de l'art britannique, Volume V, « Artistes britanniques, 1880-1940 ».
- Dictionnaire de Biographie des hommes célèbres de l'Alsace, depuis les temps les plus reculés jusqu'à nos jours, Paris, Palais Royal.  — Informations sur la famille Rieder.
- Bettina Bélanger, « Médard Jacques Marcel Rieder », in Nouveau dictionnaire de biographie alsacienne, vol. 47, p. 4883.

#### Ouvrages
- Alaska Yukon Pacific exposition, Catalogue officiel du département des beaux-arts, Seattle, 1909.
- D.Blech, H.Zuber, De Pékin à Paris, Itinéraire d'une passion, Paris, Somogy, 2008.
- A.Bexon, Le Lac d' Annecy par les peintres du XVe au XXe siècle, Mâcon, Itinera Alpina, 2003.
- A.Bexon, G.Chevalier, Souvenirs d'Annecy, écrivains et peintres, Annecy le Vieux.
- M.Dahno, La Vieille et la Nouvelle Alsace, Paris, Librairie du Messager d'Alsace-Lorraine, 1912.
- Exposition internationale universelle de 1900, Catalogue général officiel, Paris, 1900.
- Exposition Palais des Beaux-Arts de la Ville de Paris, Catalogue des collections municipales, Paris, 1927.
- Exposition internationale de 1900, Catalogue officiel illustré de l'Exposition, Paris, 1900.
- Décennale des Beaux-Arts, Paris.
- G.Hacquard, Histoire d'une institution française : l'École alsacienne, naissance d'une école libre : 1871-1891, Paris, Garnier Frères, 1982.
- Maison AD.Braun, Catalogue des œuvres choisies des peintres modernes, ets Braun, 1892.
- R.Metz, Société des Amis des Arts et des Musées de Strasbourg : cent cinquantième anniversaire, 1832-1982, Strasbourg, Édition de la Basse-Alsace, 1982.
- J.Tardieu, V.Tardieu, quelques pas des lignes, Correspondance 1914-1918, Lyon, PUL, 2019.
- Alexis Robert Anisimoff, Paul Francois Rieder, Marcel Rieder, 240 p.
- Explication des ouvrages de peinture, sculpture, architecture, gravure et lithographie des artistes vivants, exposés au Palais des Champs-Elysées, Paris, Paul Dupont, 1889-1890-1907-1908-1911-1913.
- Société des amis des arts de la ville de Strasbourg, Catalogue de l’exposition des œuvres d'art d’artistes vivants, Strasbourg, Ed. Hubert, 1891.
- Société des amis des arts de la ville de Strasbourg, Catalogue de l’exposition des œuvres d'art d'artistes vivants, Strasbourg, G. Fischbach, 1895 et 1898.
- Catalogue de l'exposition internationale d'art dans le vieux palais, Strasbourg, Fischbach, 1901.
- Société du salon d’hiver, Catalogue des œuvres exposées, Paris, Association syndicale professionnelle de peintres et sculpteurs français, 1912-1914-1924.

#### Articles de presse
- M.Lenossos, « Physionomie d'artiste : Marcel Rieder, peintre des intimités familiales et des scènes nocturnes », La Vie en Alsace, no 7, Strasbourg, Dernières Nouvelles, 1934.
- B.Belanger, F.Rieder, « Marcel Rieder, un peintre thannois méconnu », Les Amis de Thann, no 17, 2001.